# 愛のハイエナ
『愛のハイエナ』（あいのハイエナ、英題：AI NO HYENA）は、ABEMAで2023年7月11日から配信されているバラエティ番組である。

## 番組概要
ドッキリ企画や検証企画を通して、人間のリアルな愛＝欲望と本性を暴くドキュメントバラエティ。MCはニューヨークとさらば青春の光の2組が務める。番組では「遠慮を知らない土足系ドキュメントバラエティ」を謳う。
元日本テレビの橋本和明がABEMAで初めて手掛けるバラエティー番組であり、地上波では起用が困難なAV女優、AV男優を積極的に起用する。橋本は企画とキャスティングを決め、ディレクターが考えた構成をチェックし、実際のロケ編集映像は別ディレクターに任せ、オフライン映像をチェックし、スタジオ収録に立ち会い、最終的な本編を確認して直すという、これまで日本テレビで行ってきた「総合演出」業務を行う。だが、地上波とは競技が異なる感覚があり、ルールや取るべき戦術が異なり、どれが使えるかどうかを試しながら携わったという。
スタジオ収録部分は予算を掛けずにゴージャスな雰囲気をという考えのもと、歌舞伎町のホストクラブで収録。スタッフ5人くらいと最小限で臨んだため、さらばとニューヨークの中学男子のような波長のトークが撮れたという。
2023年8月29日よりレギュラー配信が決定。火曜日 23:00 - 24:00と、単発特番時代と配信時間は変わらない。
同年11月、日経クロストレンドにてABEMA総合視聴ランキング1位となったと報道された。
2024年3月26日より『愛のハイエナ2』として配信再開。同年末までに5億回超再生を突破した。
2025年1月14日より『愛のハイエナ3』が配信開始。
2025年7月1日より『愛のハイエナ4』が配信開始。

## 出演者

### メインMC
- さらば青春の光（森田哲矢、東ブクロ）
- ニューヨーク（嶋佐和也、屋敷裕政）

### ゲストアシスタントMC
- 三上悠亜（2023年7月11日、8月29日、9月5日）[7]
- しみけん（2023年7月18日）[8]
- みりちゃむ（2023年7月18日、2025年1月28日、2月4日）[9]
- みひろ（2023年8月29日[10]、9月12日、9月5日）
- 木下優樹菜（2023年8月29日、9月5日）[11]
- 熊田曜子（2023年9月26日）
- ゆきぽよ（2023年10月3日、10月10日、2025年3月11日、3月18日、3月25日、4月1日）
- 吉沢明歩、希島あいり（2023年10月17日、10月24日）[12]
- 加護亜依（2023年10月31日、11月7日、11月14日）
- 森香澄（2023年10月31日、11月7日、11月14日）
- 渡辺美優紀（2023年10月31日、11月7日、11月14日）
- 大島由香里（2024年3月26日、4月2日）[13]
- 麻美ゆま、小島みなみ（2024年3月26日 - 4月16日）[14]
- 高山一実（2024年4月9日、4月16日）[15]
- 藤崎奈々子（2024年4月9日、4月16日）
- 坂口杏里（2024年4月30日[16]
- 益若つばさ（2024年4月23日、30日）
- 明日花キララ（2024年4月23日、30日[17]
- 田口淳之介（2024年5月14日、5月28日）[18]
- 柏木由紀（2024年5月21日 - 2024年6月11日、2025年2月11日、2月25日、3月4日）[19]
- 島崎遥香（2024年5月21日 - 2024年6月11日）[20]
- 久代萌美（2024年5月21日 - 2024年6月11日）[21]
- 福岡みなみ（2024年5月21日 - 2024年6月11日）[22]
- 片瀬那奈[23]、皇治（2025年1月14日 - 1月21日）
- 蒼井そら、金松季歩（2025年1月14日[24] - 2月4日）
- 矢口真里（2025年1月28日、2月4日）
- いしだ壱成（2025年2月4日[25] - 2月18日）
- 井上咲楽（2025年2月4日 - 2月18日）
- 神田うの（2025年2月11日 - 2月25日、3月4日）
- 田中美久（2025年2月25日、3月11日）
- 横山由依（2025年2月25日、3月11日）
- 山崎怜奈（2025年3月11日、3月18日、3月25日、4月1日）
- 小倉ゆうか（2025年3月18日[26]、4月1日）
- デヴィ夫人（2025年3月18日[26]、4月1日）
- 熊切あさ美（2025年3月25日）
- 小坂由佳（2025年7月1日、8日）
- 中川安奈（2025年7月1日、8日）
- 葵つかさ（2025年7月1日 - 22日）[27]
- 上原亜衣（2025年7月1日 - 22日）[27]
- 今泉佑唯（2025年7月15日、22日）
- アレン（2025年7月15日、22日）
- 芹那（2025年7月29日、8月5日）
- 水沢アリー（2025年7月29日、8月5日）
- 鈴木奈々（2025年7月29日、8月5日）
- 加藤紗里（2025年7月29日、8月5日）

## 主な企画
渡部建結婚披露宴サプライズ企画
不倫騒動以降、渡部建（アンジャッシュ）が実は披露宴スピーチ営業でひそかに稼いでると聞きつけ、披露宴に招かれた渡部が実際どんな形でスピーチを行っているのかの真相、列席者の反応をモニタリングする。
浮かれた芸人に過激な台本を渡しても、台本どおりに演じきるのか?
芸人に主演映画の話を持ち掛け、現場で台本を渡すとポルノ映画だったというドッキリを仕掛ける。偽監督や、セクシー女優を仕掛け人に、その葛藤などをモニタリングする。
山本裕典、ホストになったらいくら稼げるのか
俳優・山本裕典がホストになったらいくら稼げるのかを検証する企画。特番では売り上げ0円に終わり、レギュラー版でも継続。
2023年10月10日には女性版である『木下優樹菜がキャバ嬢になる』を配信。木下編は愛のハイエナ2でも続編が配信された。
2024年3月からは大阪ミナミのホストクラブに挑戦する大阪編を開始。
2024年5月から加護亜依編を開始。2025年7月から再び山本裕典編を開始。
キャバ嬢はすっぴんでも指名が取れるのか
キャバクラ嬢の美しさを引き上げているメイクアップ。しかし売れっ子ならばすっぴんでも違和感なく誌名が取れるのではないかを検証。キャバクラボーイの経歴を持つ伊藤俊介（オズワルド）がリポーター兼解説を行う。常連客ではメイクの有無がはっきりわかるため、新規の客をスタッフが呼び込み、料金発生する「場内指名」が取れるかどうかで検証。
ピュアな恋しちゃダメですか?
セクシー女優による恋愛リアリティーショー。2023年8月22日にYouTubeで予告開始。出演はリコ（星乃莉子）、ミナモ（MINAMO）、スミレ（水川スミレ）、ココミ（成瀬心美）。
10月16日にはシーズン2スタートが告知された。出演はヒナコ（森日向子）、イツハ（五芭）、ヒビキ（夏目響）、サリナ（百永さりな）。
2024年3月には新シリーズとして、のぞみ（石原希望）りり（七ツ森りり）じゅん（末広純）まりん（三田真鈴）の参加回が開始。成瀬心美が途中よりリベンジ参加。
2025年1月からは第4弾としてよつは（小湊よつ葉）、りま（新井リマ）、みづき（弥生みづき）、あいり（希島あいり）の4名が参加。
2025年7月からは第5弾としてあいり（渚あいり）、こころ（浅野こころ）、ゆき（竹内有紀）、ゆら（架乃ゆら）の4名が参加
羽賀研二は本当に反省したのか
2023年9月5日配信。歌舞伎町ホストデビューをしたという報道がなされた元お騒がせタレントの羽賀研二を、ホストしてる場合なのか、本当に反省したのかと密着取材および女性関係の身辺調査を行う。
2024年のシーズン2では「小向美奈子は反省しているのか?」を配信。2025年のシーズン3では「田口淳之介はちゃんと反省しているのか?」、「清水良太郎はちゃんと反省しているのか?」を配信。レポーターはいずれもナ酒渚。
ピュア嬢ちゃんとキャバ嬢ちゃん
2023年11月7日配信開始。真剣に恋をしたい男性と女性が集まる中、ピュア嬢の中に男性を手玉に取るキャバクラ嬢が1人以上潜む恋愛企画。男性陣はキャバクラ嬢に惑わされることなく、1泊2日でピュア嬢との最高の恋を見つけることを目指す。逆にキャバクラ嬢はうまくだまして告白された場合、1人につき10万円を番組から贈呈される。
14歳の母
2024年4月16日配信開始。14歳当時、高額納税者であった加護亜依がリポーターとなり、14歳前後で出産を経験した経験を持つ女性、家族を取材する。シーズン3、シーズン4でも加護亜依がレポートを担当。
私のヒモに、なってください。
「ヒモを飼いたい女性」と「ヒモになりたい男性」が 理想の相手を探す新恋愛企画。2024年5月21日開始。生々しすぎる条件交渉が行われるリアリティーショー。
シャッキング・ラブ 借金男と金持ち女
借金を抱え恋どころではない男性とお金がありすぎて本当の恋が出来ない女性とのマッチング恋愛リアリティーショー。女性は経営者、投資家など年収900万以上。男性は借金200万以上の男性が集う。次第に女性陣のヒモ男性を求める姿勢、男性陣の女性の資金で借金返済しようという下心が見え隠れしていく。テーマは「愛は金を超えられないのか」。
コーナー開始時に借金男サイドにはシルバーコインが5枚ずつ渡され、気になる女性との1対1のプライベートタイムを設けるにはシルバーコイン1枚を必要とし、1枚につき10分の時間が提供される。どこで何枚使用するかも恋の賭けとなっている。
ツインズ・ラブ
2025年7月29日開始。双子の恋は本当に難しいのか。双子が同時進行で恋人探しを行うリアリティーショー。えりさ＆じゅりな（じゅりえり）。早坂あい＆ゆう、はる＆ゆう、ひな＆ゆいの4組が参加。男性はモデルやYouTuberなどのほか西川俊介、吉田たち・こうへいが参加。

## スタッフ
- 企画・演出・ディレクター：橋本和明[2]
- 構成：樅野太紀、渡辺佑欣、エモペイ
- ナレーター：渡辺隆（錦鯉）
- EED：橋本治、神志那航
- MA：眞坂聡美
- 音効：中村由紀
- 技術協力：極東電視台、スタジオWelt
- 美術協力：日テレアート
- ロケCAM：大脇悠誠、福浦俊輔、佐藤拓弥、白石智章、阿部安秀
- CG、タイトルデザイン：森三平[52]
- リサーチ：フォーミュレーション
- チーフディレクター：山際梨紗、赤平卓、鈴木大二郎
- ディレクター：芝俊明、日比野大輔、藤田豊平、峰尾圭一、河野佑亮、本田優香、那須こころ、戸邉綾香
- プロデューサー：荒川慧介、山本司、河野安治、新井若菜、濱本理子、加賀南海、松原めぐみ
- 製作協力：極東電視台、WHOLEMAN、元気屋、WOKASHI
- 制作著作：ABEMA